# Marco móvil

Triedro de Frenet-Serret. Hélice alrededor de un toro.

En matemáticas, un marco móvil o base móvil (también llamado n-edro o bastidor) es un objeto matemático definido sobre los puntos de una variedad diferenciable. Concretamente un marco móvil o n-edro es un conjunto de n campos vectoriales linealmente independientes que en cada punto pertenecen al espacio tangente a la variedad.
Se llaman marcos móviles porque intutitivamente pueden entenderse como un conjunto de vectores que se parecen "moverse" sobre una variedad al considerar puntos sobre una curva de dicha variedad.

## Definición formal
Dada una variedad diferenciable {\displaystyle {\mathcal {M}}} y un punto P en ella, un marco en P viene dado por una base vectorial del espacio tangente a {\displaystyle {\mathcal {M}}} en el punto P. Normalmente se consideran marcos de la misma dimensión que la variedad donde se definen. Así, si {\displaystyle {\mathcal {M}}} tiene dimensión n, un marco viene dado por n vectores {\displaystyle \mathbf {t} _{1},\dots ,\mathbf {t} _{n}} tangentes a la variedad linealmente independientes.
Un marco móvil (de dimensión n) en algún entorno {\displaystyle U\subset {\mathcal {M}}} de P requiere por tanto especificar n campos vectoriales diferenciables definidos en U tales que sean linealmente independientes en cada punto {\displaystyle Q\in U}.

## Aplicaciones

### Teoría de la Relatividad general
En la teoría de la relatividad general el espacio-tiempo se representa por una variedad diferenciable lorentziana de 4 diemnsiones {\displaystyle {\mathcal {M}}}. Sobre ella pueden considerarse diversos observadores diferentes que se mueven a velocidades diferentes y tienen orientaciones de los ejes de medida diferentes. Para poder formalizar la noción de observador en ese contexto se requiere definir un marco móvil. De hecho bajo ciertas condiciones razonables un observador en mecánica relativista queda adecuadamente caracterizado o representado por un marco móvil, tal como hemos definido el concepto en la sección anterior.
Es importante notar que en relatividad general, no hay manera privilegiada de continuar la elección de los {\displaystyle \mathbf {t} _{i}}, conocida en P, a los puntos próximos. En contraste en relatividad especial {\displaystyle {\mathcal {M}}} se toma como un espacio vectorial V (de dimensión cuatro). En ese caso los ti se pueden trasladar de P a cualquier otro punto Q de una manera bien definida.
En relatividad y en geometría de Riemann, la clase más importante de marcos móviles son los marcos ortogonales y los ortonormales, es decir, los marcos que abarcaban conjuntos ordenados de vectores normales (unitarios) en cada punto. En un punto dado P un marco general se puede hacer ortonormal por ortogonalización; de hecho esto se puede hacer diferencialmente, de modo que la existencia de un marco móvil implique la existencia de un marco ortonormal móvil.
La existencia de un marco móvil está clara, localmente en M; pero la existencia global en M requiere condiciones topológicas. Por ejemplo cuando M es un círculo, o más generalmente un toro, tales marcos existen; pero no cuando M es una 2-esfera. Una variedad que tiene un marco móvil global se llama paralelizable. Nótese, por ejemplo, cómo las direcciones unitarias de latitud y longitud en la superficie de la tierra colapsan como marcos móviles en los polos norte y sur.

### Método los marcos móviles
El método de marcos móviles de Élie Cartan se basa en tomar un marco móvil que se adapte al problema particular que es estudiado. Por ejemplo, dada una curva en el espacio, los primeros tres vectores derivados de la curva pueden en general dar un marco en un punto de ella (de aquí la clásica expresión: método del triedro móvil. cf. torsión para la forma cuantitativa de esto - se asume que la torsión no es cero). Más generalmente, el significado abstracto de un marco móvil es una sección del fibrado principal para GLn que es un fibrado asociado al fibrado tangente como fibrado vectorial. El método de Cartan general explota esto, y se discute en conexión de Cartan.
- Datos: Q6927157